# Rosa del desert
La rosa del desert és el nom col·loquial donat a les formacions en roseta d'un mineral, usualment guix, celestina o barita, amb inclusions de grans de sorra.
Són roques sedimentàries detrítiques. Els 'pètals' són cristalls aplanats en eixos cristal·logràfics c, en ventalls oberts al llarg dels plans característics de divisió en el guix. Tenen interès ornamental i decoratiu, són estables si se les manté en condicions seques. L'hàbit cristal·lí de la roseta tendeix a passar quan els cristalls es formen en condicions d'aridesa, com els de l'evaporació d'una conca salina soma. Els mineral en l'aigua poden cristal·litzar per evaporació progressiva i, aleshores, junt amb la sorra fan aquesta estructura foliosa característica. Normalment les roses de guix estan més definides que els roses de barita. Les roses del desert de vegades poden arribar a pesar 100 quilos o més.

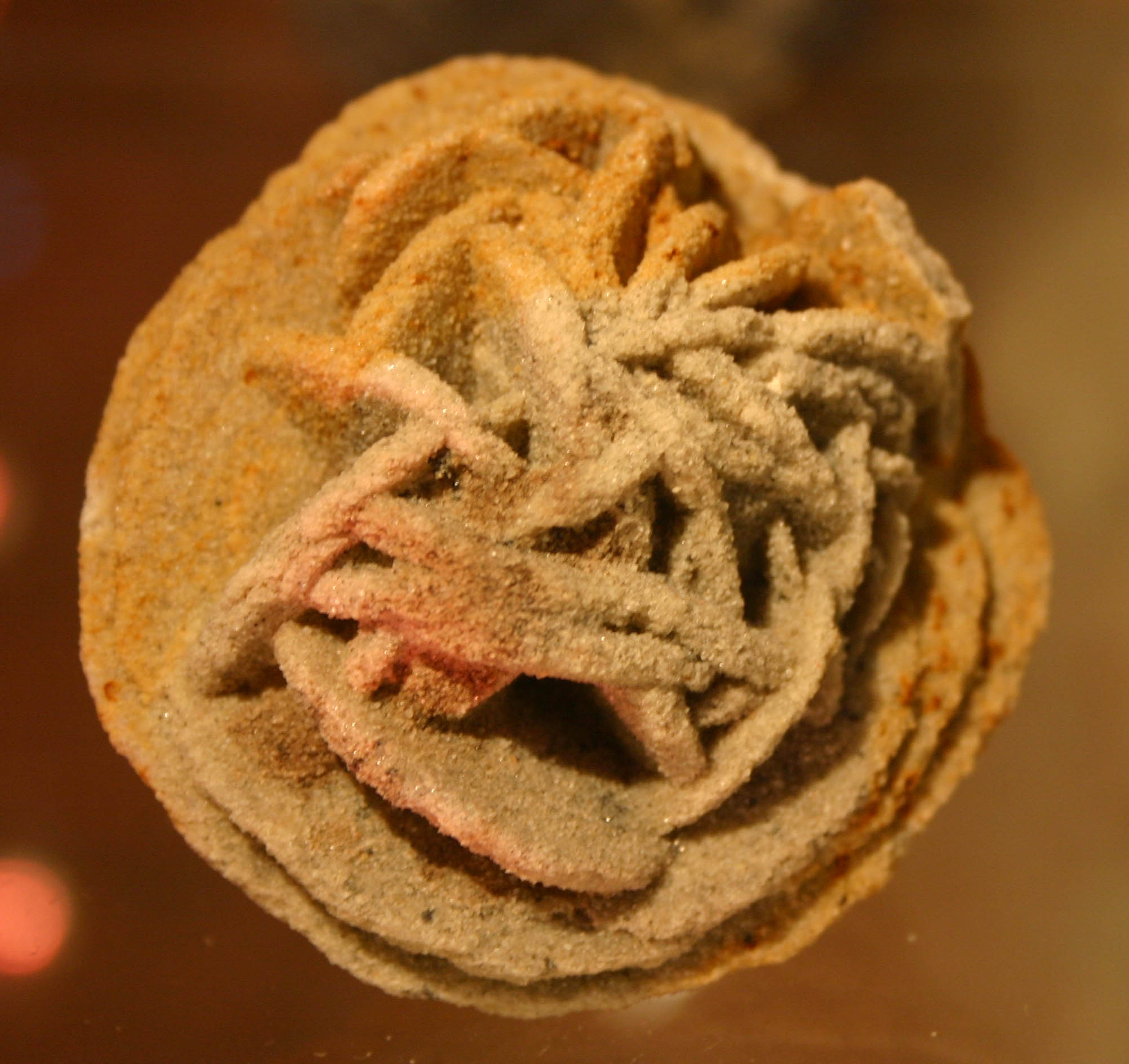
De Büdingen, Alemanya
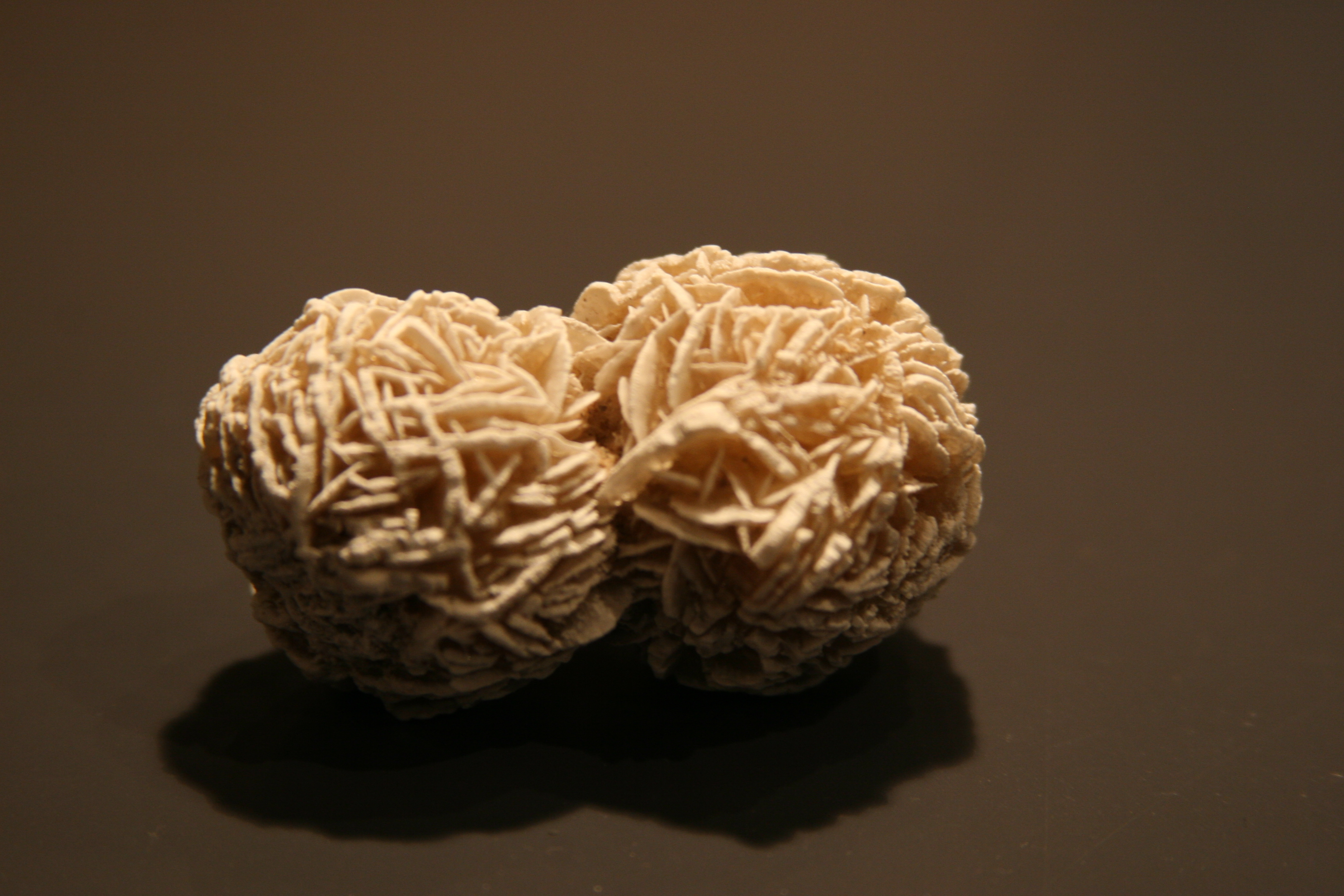
De Mèxic